# Secamone celebica
Secamone celebica är en oleanderväxtart som beskrevs av Klack.. Secamone celebica ingår i släktet Secamone och familjen oleanderväxter. Inga underarter finns listade i Catalogue of Life.